# Castillo de Terrer
El castillo de Terrer era una fortaleza musulmana situada en la localidad aragonesa de Terrer, Zaragoza, España. Está protegido desde 2006 como zona arqueológica

## Historia
El castillo es citado en el Cantar de Mio Cid como una de las conquistas de El Cid en el valle del río Jalón camino del exilio. Sería Alfonso I el Batallador el que en el año 1122 lograría reconquistarlo de forma definitiva. En esta plaza fuerte, se reunieron Jaime I el Conquistador y el vizconde de Cabrera un siglo más tarde para tratar sobre la sucesión en el condado de Urgel. Durante la guerra de los Dos Pedros sería conquistado por los castellanos y en 1361, se firmó aquí la llamada Paz de Deza-Terrer entre Pedro I de Castilla y Pedro IV de Aragón, rompiéndola el castellano un año más tarde. Aunque Terrer perteneció siempre a la comunidad de aldeas de Calatayud, sesma del río Jalón, tanto el castillo como el barrio musulmán estuvieron en ocasiones en manos de los Martínes de Luna como señores feudales.

## Descripción
Quedan muy pocos vestigios de este antiguo castillo, consistentes en restos de muros construidos en tapial que alcanzan cierta altura en algún punto. Seguramente formarían parte del doble recinto que rodeaba al castillo. Ocupaba toda la cumbre del monte en el que se encuentra midiendo unos 40 por 20 metros de lado, teniendo por misión vigilar el valle del Jalón como defensa avanzada de la cercana ciudad de Calatayud. Hasta hace pocos años se conservaba una torre que fue derribada por amenaza de ruina.